# كلاب الجحيم (فلم)
كلاب الجحيم (بالإنجليزية: Hellhounds) هو فيلم رعب تم إنتاجه في كندا وصدر سنة 2009 بطولة سكوت إلرود وأدم بوتشر وأماندا بروكس ومن إخراج ريكي شرودر.

## القصة
يتم قتل أميرة بسم يوم زفافها وتذهب روحها عند هايديس في العالم السفلي، ليقوم زوجها كليتوس مع أخوه وأشخاص أخرون بالذهاب إلى العالم السفلي ومحاولة إنقاذها.

## وصلات خارجية
كلاب الجحيم على موقع IMDb (الإنجليزية)
- كلاب الجحيم على موقع ألو سيني (الفرنسية)
- كلاب الجحيم على موقع فيلمافينيتي (الإسبانية)
- كلاب الجحيم على موقع قاعدة بيانات الفيلم (الإنجليزية)
- كلاب الجحيم على موقع ليتربوكسد (الإنجليزية)
- كلاب الجحيم على موقع كينوبويسك (الروسية)